# Spółdzielnia Pracy Kierowców i Pracowników Samochodowych „Autonaprawa”
Spółdzielnia Pracy Kierowców i Pracowników Samochodowych „Autonaprawa” – jedna z trzech dawnych działających w Polsce spółdzielni autobusowych. Przedsiębiorstwo miało siedzibę w Zamościu i zajmowało się przewozem osób na terenie Zamojszczyzny. 

## Historia
SPKiPS „Autonaprawa” powstała 10 marca 1950 roku z połączenia spółdzielni inwalidów w Tomaszowie Lubelskim, Spółki Komunikacyjnej „Jaskółka” w Zamościu oraz pracowników filii Fabryki M. Wolskiego i S-ki. Pierwszą zajezdnię utworzono w budynkach tego ostatniego przedsiębiorstwa (obecnie ul. Partyzantów 78). Pod koniec roku spółdzielnia dysponowała 6 pojazdami i obsługiwała trasy o łącznej długości 94 km.
W 1962 przeniesiono zajezdnię do nowego obiektu przy ul. Lipskiej 61.
Od 1979 przedsiębiorstwo prowadziło również przewozy ciężarowe. W 1980 zamknięto oddział w Tomaszowie Lubelskim, nadal jednak funkcjonowały oddziały w Biłgoraju i Zwierzyńcu. W 1988 łączna długość obsługiwanych tras wynosiła 10 tys. kilometrów, zatrudniano wówczas 220 pracowników. W 1989 w skład taboru wchodziły 62 autobusy i 22 ciężarówki. Czyniło to wówczas „Autonaprawę” największą z trzech istniejących w Polsce spółdzielni tego typu.
W 2016 roku przedsiębiorstwo zatrudniało 109 pracowników, posiadało 68 autobusów oraz obsługiwało 89 linii komunikacyjnych. Rocznie z usług „Autonaprawy” korzystało około 3,5 miliona pasażerów.
Z powodu problemów finansowych w 2018 roku podjęto decyzję o jej likwidacji - sprzedano tabor oraz nieruchomości należące do spółdzielni.